# Melanoblossiinae
Sous-famille
Les Melanoblossiinae sont une sous-famille de solifuges de la famille des Melanoblossiidae.

## Distribution
Les espèces de cette sous-famille se rencontrent en Namibie et en Afrique du Sud.

## Liste des genres
Selon Solifuges of the World (version 1.0) :
- Daesiella Hewitt, 1934
- Lawrencega Roewer, 1933
- Melanoblossia Purcell, 1903
- Microblossia Roewer, 1941
- Unguiblossia Roewer, 1941

## Publication originale
- Roewer, 1933 : Solifuga, Palpigrada. Dr. H.G. Bronn's Klassen und Ordnungen des Thier-Reichs, wissenschaftlich dargestellt in Wort und Bild. Akademische Verlagsgesellschaft M. B. H., Leipzig. Fünfter Band: Arthropoda; IV. Abeitlung: Arachnoidea und kleinere ihnen nahegestellte Arthropodengruppen, vol. 2/3, p. 161–480 (texte intégral).